# H.B. Halicki
Henry Blight Halicki, mer känd som  H.B. "Toby" Halicki, född 18 oktober 1940 i Dunkirk, död 20 augusti 1989 i Tonawanda, var en amerikansk skådespelare, filmregissör, filmproducent, stuntförare och skribent.

## Biografi
Halicki föddes i en polsk/amerikansk familj i Dunkirk, New York den 18 oktober 1940 och var ett av tretton barn. Alla barnen fick olika smeknamn, hans blev "Toby". Halicki blev allt mer intresserad av fordon då han hjälpte till vid familjens bogseringsföretag. När Halicki var tonåring, dog två av hans bröder och han flyttade sedan till Kalifornien. 

### Karriär
Efter att Halicki flyttat från New York till Kalifornien, arbetatade han med bilar, till slut ägde han sitt eget bogseringsföretag, H.B. Halicki Mercantile Co. & Junk Yard. Företaget blev känd för sina dyra och antika fordon.

### Blåst på 60 sekunder
Huvudartikel: Blåst på 60 sekunder
Det fanns inget officiellt manus för filmen, förutom flera sidor som beskriver huvuddialogerna. Halicki levererade de flesta bilarna själv och använde upprepade bilder av samma fordon och olyckor för att öka speltiden på filmen. 
Halicki skrev, regisserade, producerade och skådespelade i filmen.

### Död
1989 gifte sig Halicki tillsammans med filmproducenten Denice Shakarian strax innan inspelningarna av hans reboot på Blåst på 60 sekunder, Gone In 60 Seconds 2. Halicki köpte över 400 bilar för att sedan bli förstörda i filmen.
Den 20 augusti 1989, under inspelningarna av Gone In 60 Seconds 2 i Dunkirk och Buffalo, förberedde sig Halicki för det mest dramatiska stunt-sekvensen i filmen, under vilket ett 39 meter långt vattentorn skulle ramla till marken. När en elkabel kopplad till tornet lossnade oväntat, träffade den en telefonstople, som föll på Halicki och dödade honom omedelbart. Olyckan inträffade vid 400 Vulcan Street i Buffalo.

## Filmografi
- 1973 – Love Me Deadly
- 1974 – Blåst på 60 sekunder
- 1982 – Tvärnit
- 1982 – The Making of the Junkman
- 1983 – Deadline Auto Theft
- 1988 – Deadly Addiction
- 1989 – Gone in 60 Seconds 2
- 2003 – The Life and Times of H.B. 'Toby' Halicki